# Longuenée-en-Anjou
Longuenée-en-Anjou – gmina we Francji, w regionie Kraj Loary, w departamencie Maine i Loara. W 2013 roku liczba ludności wynosiła 6211 mieszkańców.
Gmina została utworzona 1 stycznia 2016 roku z połączenia czterech wcześniejszych gmin: La Meignanne, La Membrolle-sur-Longuenée, Le Plessis-Macé oraz Pruillé. Siedzibą gminy została miejscowość La Membrolle-sur-Longuenée.